# Roncey
Roncey – miejscowość i gmina we Francji, w regionie Normandia, w departamencie Manche.
Według danych na rok 1990 gminę zamieszkiwało 708 osób, a gęstość zaludnienia wynosiła 58 osób/km² (wśród 1815 gmin Dolnej Normandii Roncey plasuje się na 321. miejscu pod względem liczby ludności, natomiast pod względem powierzchni na miejscu 375.).